# David Bueno i Torrens
David Bueno i Torrens (Barcelona, 1965) es doctor en biología y profesor de genética en la Universidad de Barcelona. Su trayectoria profesional y académica se ha desarrollado en Barcelona y Oxford, centrándose en la genética del desarrollo y la neurociencia, y su relación con el comportamiento humano. Imparte clases de varias materias del campo de la genética y ha publicado más de cincuenta artículos científicos en revistas especializadas. En el ámbito de la divulgación científica, ha publicado siete libros para acercar la ciencia a la ciudadanía, así como varios libros de texto. Colabora habitualmente con varios medios catalanes (El Punt Avui, Ara, La Vanguardia). En 2010 ganó el Premio Europeo de Divulgación Científica «Estudio General».